# 太空突擊隊
《太空突擊隊》（原題：Captain Future），為美國科幻小說家艾德蒙·漢彌頓（Edmond Hamilton，1904年11月21日～1977年2月1日）於1940年代起所著作的古典科幻小說系列作品，亦為當時主要刊載的雜誌名稱，為美國「科幻黄金時期」太空歌劇代表作之一。

## 作品簡介
漢彌頓的這套長篇科幻小說系列，創作於1940年至1951年間。故事主軸乃描寫人稱「未來隊長」的主角柯提斯‧紐頓（Curtis Newton）在星際間的冒險故事。紐頓本身是位傑出的科學家與冒險家，他率領太空突擊隊（Futuremen）的成員，駕著太空船「彗星號」遨遊於太陽系，並運用過人的智慧與技能，不斷地解決問題、糾正錯誤，成功擊敗許多運用先進科技犯罪的惡徒，並在太空中尋找破壞銀河秩序的犯罪者蹤跡。
系列作品自1940年代起，於美國以所謂「五毛錢小說」（dime novel）的形式發行。但在本作的20本長篇作品中，其實有三本是假手他人，並非漢彌頓所著。在同名雜誌停刊後所發表的系列末期長篇作品，與本篇結束後所發表的外傳式短篇作品，均於另一本科幻刊物《Startling Stories》刊載。在日本則由於野田昌宏的日譯本（由早川書房出版，後於東京創元社復刊）出版而廣為SF迷所知，並於1978年由東映動畫製作成電視動畫。
本作故事裡包含了大量關於太陽系的假設，以現代眼光看來或有欠缺合理之處，但因本作成於1940年代，在科學考證觀點方面與現今相比難免有所落差。而在漢彌頓筆下假設太陽系裡所有行星以及眾多繞其運轉的衛星與小行星，都是適合生命體生存的環境，而且大多數都已經被類人的外星種族給佔據；故事裡最初的冒險就是從太陽系的行星上展開的，隨著劇情的發展，英雄式的主角不斷前往不同的星球與空間，甚至能飛越時空，在遙遠的過去與未來之間穿梭。
在原作者漢彌頓過世多年後，直到2017年，才終於由曾獲雨果獎與星雲獎的美國科幻文學作家艾倫‧史提爾（Allen Steele），寫出獲得官方認證的系列重啟形式新作小說作品《月球復仇者》（Avengers of the Moon），敘述柯提斯20歲時期，與太空突擊隊共同面臨的第一場冒險故事。之後，史提爾並於2018年發表了續作《烏爾‧夸隆再現》（The Return of Ul Quorn）。

## 作品列表

### 長篇
- Captain Future and the Space Emperor

《Captain Future》1940年冬季號
- Calling Captain Future

《Captain Future》1940年春季號
- Captain Future's Challenge

《Captain Future》1940年夏季號
- The Triumph of Captain Future

《Captain Future》1940年秋季號
- Captain Future and the Seven Space Stones

《Captain Future》1941年冬季號
- Star Trail to Glory

《Captain Future》1941年春季號
- The Magician of Mars

《Captain Future》1941年夏季號
- The Lost World of Time

《Captain Future》1941年秋季號
- The Quest beyond the Stars

《Captain Future》1942年冬季號
- Outlaws of The Moon

《Captain Future》1942年春季號
- The Comet King

《Captain Future》1942年夏季號
- Planets in Peril

《Captain Future》1942年秋季號
- The Face of the Deep

《Captain Future》1943年冬季號
- World to Come

《Captain Future》1943年春季號，約瑟夫·薩麥克森（Joseph Samachson）著
- The Star of Dread

《Captain Future》1943年夏季號
- Magic Moon

《Captain Future》1943年秋季號
- Days of Creation

《Captain Future》1944年春季號，約瑟夫·薩麥克森著
- Red Sun of Danger

《Startling Stories》1945年春季號
- Outlaw World

《Startling Stories》1946年冬季號
- The Solar Invasion

《Startling Stories》1946年秋季號，曼利·韋德·威爾曼（Manly Wade Wellman） 著

### 短篇
- Return of Captain Future

《Startling Stories》1950年1月號刊載
- Children of the Sun

《Startling Stories》1950年5月號刊載
- The Harpers of Titan

《Startling Stories》1950年9月號刊載
- Pardon My Iron Nerves

《Startling Stories》1950年11月號刊載
- Moon of the Unforgotten

《Startling Stories》1951年1月號刊載
- Earthman No More

《Startling Stories》1951年3月號刊載
- Birthplace of Creation

《Startling Stories》1951年5月號刊載

### 衍生作品
- （日文作品）

1983年，野田昌宏 著
於（早川書房）1983年7月臨時増刊号刊載

### 重啟作品
- Avengers of the Moon

2017年，艾倫·史提爾 著
- The Return of Ul Quorn

2018-2021年，艾倫·史提爾 著

## 中譯本
本作的原著，目前並無正式授權中譯本，過去在台灣無版權時期所出版的書籍，也多為轉譯自日本出版的青少年讀者取向改寫本，或動畫版的關聯出版物。
- 《宇宙怪人塞洛博士的秘密》

（大眾書局「少年少女(SF)科學幻想叢書」第9冊，1977年12月，葉振聲譯）
目前可考的本作最早在台灣出現相關譯本。原書為出版的第18冊（1973年2月15日初版），使用原著則為《Calling Captain Future》。由内田庶翻譯，金森達插畫。
- 《太空突擊隊》

（大山書店，1981年，劉萬來譯）
(1)恐怖的宇宙大帝（恐怖の宇宙帝王，動畫版1～4集內容）
(2)謎的宇宙船強奪團（時のロストワールド／謎の宇宙船強奪団，動畫版5～8集＋特別篇）
(3)（無中文副標）（暗黒星大接近，動畫版25～28集）
由於動畫版在台灣播出之故，以1979年朝日配合動畫版播出所出版的三本小說版（構成：辻真先）翻譯出版，情節以動畫版為基礎，書中並配有多幅動畫版劇照。
- 《宇宙怪人的秘密》

（暖流出版社「少年少女世界科幻文學名著」第2冊，1986年，少年科幻名著編譯委員會譯）
（漢宇國際（漢湘文化）「科幻密碼」書系第1冊，2006年）
暖流版所使用底本為前述1973年所出版的（但似為重譯本），漢宇版內容則疑為沿用暖流版。

## 動畫版
1978年（作者漢彌頓辭世翌年），日本的東映動畫製作了全52集（每集30分鐘）的電視動畫版，並於1978年11月7日～1979年12月18日於國營電視台NHK播出，另於1978年12月31日播出一小時的單元特別篇，動畫版也成為本作至目前為止唯一的映像化作品。但自首播結束後多年來，NHK始終未曾再度重播本片，甚至一度還傳出本片母帶已經亡佚的謠傳，直到2001年3月21日～2002年5月8日期間NHK終於重播本片時，此說法才終於不攻自破。
劇情以漢彌頓所創作的14冊原著長篇小說為素材，各以四集為單位（特別篇則為一集播畢）。造形設計與劇情風格，均可看出受到當時引發科幻熱潮的《2001年太空漫遊》、《星際大戰》與《宇宙戰艦大和號》等作品的影響。而本片推出當時，漢彌頓的另一部小說《星際之狼》（Star Wolf）也被改編成特攝影集播出。
本片在台灣曾由台視兩度播映，首播為1980年（民國69年）12月2日至1981年（民國70年）2月11日間，於每週一～五下午6:30～7:00播出；重播則在1983年（民國72年）1月28日至1984年（民國73年）1月13日期間，於每週五下午6:30～7:00播出。另外台視配音版本，後來亦曾外流至中國播映（原因不詳）。特別篇則由華視於1990年12月31日播出。而香港無線電視翡翠台，也以《宇宙保衛隊》譯名於1979年播出美國播映版本。
原本東映動畫已打算將本片發行套裝DVD，卻因為原作的相關版權過於複雜而胎死腹中。至2015年為止，本片僅有德、法語配音版DVD於歐洲地區發行（法語版僅有特別篇部分收錄日語音軌）。但東映動畫後於2016年9月14日與11月9日，正式推出本作的上下兩套裝BD版本，也是本作在日本首度正式推出影音軟體。

## 主要人物與配音
以下人物名稱的基本標記方式為「台視播映版／原作」。另外台灣中文配音資料部分，則以台視首播電視版當時為準，華視播出特別篇時的配音者資料均不詳。

### 太空突擊隊
- 「太空超人」鐵船長（鐵莊平）／「未來隊長」柯提斯‧紐頓（Captain Future - Curtis Newton）：廣川太一郎

台灣配音：徐健春
本故事的主人翁。原作中的設定是身高6呎4吋（193cm），紅髮灰眼。父親鐵俊明（羅傑‧紐頓／Roger Newton）是有名的電子和太空生理科學家，在同是科學家的妻子愛莉（伊蓮‧紐頓／Elaine Newton，配音：杉山佳壽子，台灣配音：武莉）協助下，將好友田教授以「活腦」方式延續生命，並製造出機器人克拉與合成人小胖。
原作中夫妻倆在位於月球表面的研究所中從事的研究，被惡徒張波（維多‧柯渥／Victor Corvo，即日後鐵船長的宿敵張雄之父）所覬覦，兩人在一路逃到月球的第谷坑後，仍不幸遭到張波以熱線槍殺害。而遲了一步抵達，未及阻止悲劇發生的太空突擊隊，則將張波擊斃報了兩人被殺之仇。而鐵船長在父母過世後，就是被田教授、克拉與小胖合力撫養長大，在鐵船長成年後，才由田教授告知父母的過世真相。但動畫版在第2集中敘述這段鐵船長過去身世情節時，則以剪接拚貼情節呈現的方式，將過程簡化與修改。
原作中鐵船長腰帶上備有光學隱身裝置，是由田教授所發明，能曲折光線讓人隱形，可惜因為能源有限只有一分鐘效果，在後期的故事中經常使用。左手手指上則戴著象徵太陽系九大行星的戒指（内藏超小型原子力發動機，寶石會配合現實天體運行起動，並可藉此施展催眠術），但動畫版則改為鑲嵌9顆寶石的手錶型金屬板。小說中鐵船長通常不用槍打倒對手和敵人，多以慧黠機智與強健體魄取勝，鐵船長也不殺人，動畫版中則讓鐵船長配備了佩掛於腰際的兩把「陽子槍」（銃／Proton Gun）為基本武器。他常會喬裝打扮成不同面貌，以混入敵營當中執行任務（不過劇中最後總是會被敵人發現）。由於擁有父母的優良遺傳，以及獲得田教授、克拉與小胖的協助，長大後的鐵船長成為太陽系裡最偉大的科學家與冒險家。而唯一能點亮北極燈台連絡鐵船長出任務的人物，只有太陽系政府主席賀修。
據擔任人物設定的野田卓雄表示，鐵船長的造型是以好萊塢影星勞勃·瑞福為藍本。
- 「活腦」田教授／賽門‧萊特教授（The Living Brain - Professor Simon Wright）：川久保潔

台灣配音：武莉
太空突擊隊成員，別名「活腦」，過去曾是鐵船長雙親的工作夥伴兼好友，亦為太陽系頂尖的科學家。當他年老力衰深受病痛所苦時，知道自己來日不多，於是委託鐵船長之父將他改造成「活腦」以延續生命，繼續善用他的科技長才來研發更先進的科技。鐵船長的父親將田教授的大腦摘取出來，置放到一具裝滿培養液的透明金屬箱中；這個容器除了裝設電子眼與電子耳外，還配備了高科技的電子發聲迴路，讓成為「活腦」的田教授不但能保有視覺與聽覺，還可透過電腦說話來表達自己的想法。
在原作的初期故事中，成為「活腦」的田教授最初是無法自己移動的，後來在安裝簡單的車輪式機械，更由鐵船長親手裝備磁力牽引光線之後，從此可以自力飛行與分解、組裝物件。之後搖身一變轉為行動派，藉由其小型的「身體」，在隱密行動與潛入工作方面相當活躍。從小就失去雙親的鐵船長不僅十分敬重田教授，還將田教授視如自己的父親。
- 克拉／葛拉格（Grag）：緒方賢一

台灣配音：不詳（第1～3集＋第4集前半）、胡覺海（第4集後半起主要演出）／徐健春（部分集數場景）
太空突擊隊成員。克拉是鐵船長之父與田教授製造出來的第一個人造生命，是具身高7呎（210cm）的鋼鐵機器人，力量奇大。在跟小胖抬槓時老挖苦他是「橡皮人」，但內心卻視小胖為無可取代的搭檔，也對他具有近似人類的外形感到羨慕。養了一隻有白色獅子頭的粉紅色月球小狗「小飛」（Eek）為寵物。小飛的嗅覺十分靈敏，經常在任務中負起偵察與尋覓的工作，並且愛吃金屬礦物。
- 小胖／奧圖（Otho）：野田圭一（兼任下集預告旁白）

台灣配音：魏甦
太空突擊隊成員。鐵船長之父與田教授製造的第二個人造生命，為合成樹脂生化人。原作中的描述為全身純白，並有一對綠眼。由於全身由橡膠組成，因此具有任意易容變身的能力。小胖與克拉算是一對歡喜冤家，兩人很喜歡抬槓，但卻又合作無間，都是鐵船長得力的助手。小胖和克拉一樣，也養了寵物「小馬」（Oog），是一隻跟他同樣具有變身能力的隕石鼴鼠。

### 太陽系政府與警察機構
- 賀修／詹姆士‧卡修（James Carthew）：神太郎（兼任本片旁白，台灣版旁白：武莉）

台灣配音：魏甦（主要演出）／徐健春（部分集數場景）
太陽系政府首任主席。原作中他是太陽系中唯一擁有點亮北極燈台，召喚太空突擊隊權限的人物，但動畫版中賀修的召喚方法則略有修改。小說故事中賀修後來遭到未來人暗殺身亡，但在動畫版中則依然存活。
- 亞妮（安妮‧波尼爾）：中谷有美

台灣配音：武莉
賀修的祕書。原作中為男性祕書官諾斯‧波尼爾（North Bonnel），在原作小說長篇《Outlaws of The Moon》故事中於賀修遭暗殺後（動畫版無此部分劇情），臨時繼任太陽系政府主席。動畫版中則將角色改為女性。
- 蔡娟娟／瓊安[註 12]‧蘭道（Joan Randall）：增山江威子

台灣配音：武莉
動畫版中於第2集起登場。娟娟是太陽系警察隊的女性情報員，因為調查「返祖症」事件（第1～4集）而結識了鐵船長。娟娟的長相十分神似鐵船長的母親，因此當鐵船長第一次見到她時，便不禁對她產生好感。後來，鐵船長曾多次將娟娟救離險境，也因此讓娟娟對他傾心不已。只可惜嫉惡如仇，追逐惡徒上天下海不遺餘力的鐵船長，面對感情時卻是一塊木頭，對女孩子的投懷送抱，總是不解風情故意裝傻，幾次娟娟採取主動仍然無功而返。但動畫版進入後期劇情的互動關係，則開始較有兩情相悅的傾向。
- 魏良雄／艾茲拉‧葛尼（Ezra Gurney）：岸野一彥

台灣配音：魏甦（主要演出）／胡覺海、徐健春（部分集數）
動畫版中於第2集起登場。為資深警官，行星警察機構第4課（通稱行星巡邏隊）司令，也是娟娟實質上的上司。胞弟是曾為太陽系第一的宇宙海盜法爾肯（Falcon），但此事僅有鐵船長知情。
- 李小健／肯恩‧史考特（Ken Scott）：井上和彥

台灣配音：武莉
動畫版原創角色。父母雙亡，希望能成為一個像鐵船長一樣的大英雄，於是偷偷潛入彗星號，後來雖被鐵船長發現，但從小也是孤兒的鐵船長十分能體會小健的心情，便答應讓他一同參與冒險旅程。原作中定位相當的角色，則為在長篇《The Magician of Mars》故事中登場，一名崇拜太空突擊隊的少年強尼‧寇克（Johnny Kirk）。

### 主要反派角色
- 張雄／烏爾‧隆（Ul Quorn）：矢田耕司

台灣配音：徐健春（第17～18集）、胡覺海（第19集～）
原作中鐵船長的宿敵，動畫版於第17～24集登場。擁有「火星魔術師」（The Magician of Mars）異名的天才罪犯，智慧足堪與鐵船長及田教授匹敵。原本雖然是優秀的科學家，卻因為進行某項「無恥的實驗」（原作中未詳述）而被逮捕，並移送至位於冥王星衛星「克爾貝斯」（Kerberos）的太陽系重罪犯專用監獄收監。後來在設法逃獄之後，他開始步上復仇的人生。身為地球人、火星人、金星人的混血兒，對自己的複雜血統也存有某種鬱結。城府極深，不相信他人。實際上他正是殺死鐵船長父母的真兇張波之子，也因為對於殺死自己父親的太空突擊隊產生怨恨而與之對峙。在原作《Captain Future & the Seven Space Stones》故事中搶走了七顆寶石，打算支配七顆寶石匯集產生的巨大力量。
- 小文／努拉拉（N'rala）：吉田理保子

台灣配音：武莉
張雄的女友。雖然擁有美貌，卻被張雄評為只會購物，追求浮華虛榮，是個腦袋空空的花瓶美女。
- 宇宙怪人／宇宙帝王（The Space Emperor）：柴田秀勝

台灣配音：魏甦
動畫於第1～4集登場，也是原作首集長篇中太空突擊隊面對的敵手。真實身分為木星（動畫版改為「美加拉星」）副總督艾德雷‧凱爾斯。
- 破壞王雷克（The Wrecker）：八奈見乘兒

台灣配音：胡覺海
以破壞金星兩個衛星上的海底都市前進基地為餌。要求太陽系政府主席交出一億銀河幣的贖金。其真面目是一名參與金星計畫的科學家。
- 查魯博士／札羅博士（Doctor Zarro）：柴田秀勝

以公開播放的影像向太陽系政府發佈聲明，從銀河系外緣逐步接近太陽系的反物質黑暗星，會吞噬行經路徑上的行星。查魯博士聲稱黑暗星即將毀滅地球，只有他能解救此一危機，並以此要脅太陽系政府主席交出一百噸黃金。事實上查魯博士聲稱即將毀滅太陽系的黑暗星，只是用一艘太空船投影器製造出來的巨大幻影。其真面目是一名住在冥王星衛星上的科學家。
- 彗星王蘇力士（The Comet King）：關根信昭

住在兩百年來臨地球一次的哈雷彗星上的國王。利用彗星上的科學設施，打算把所有人改造成電氣人。國王的巨大身影是用投影機造出的幻影，真面目是一個小老頭。

## 改動原作之處
- 動畫版與基本上以太陽系内為舞台的原作小說相異點，是將「太陽系内地球以外的行星亦有人類存在」的故事背景設定取消，擴大為以銀河系為規模。
- 原作小說與插圖中的彗星號整體造型是設定為淚滴型，但動畫版則將船體做了大幅變更。頭部呈淚滴型，然後沿伸到裝有X型翼狀裝備（翼端裝備四門陽子砲）的細長船體，最後端則有球形引擎（合併了電影《2001年太空漫遊》的探索號與《星際大戰》X翼戰機的特徵），且能搭載原作所沒有的小型機。後來還裝備了航時機（此處與原作相同），因此外型上也出現了變化。穿越時空時X型翼端部會呈環狀接合並開始旋轉（動畫版於第5集中首度使用），一般航行時則會收納。
- 在原作長篇《Outlaws of The Moon》的故事中，太陽系主席賀修遭到暗殺，但由於動畫版播映當時此集小說的日譯本尚未問世，因此動畫版中賀修主席直到劇情最後都並未死亡。

## 製作團隊
- 原作：艾德蒙·漢彌頓（翻譯：野田昌宏）
- 製片：田宮武、
- 設定製作：須藤和一
- 總監督：勝間田具治
- 編劇：辻真先、金子武郎、神波史男、星山博之、小野竜之助、安藤豊弘
- 人物設定、總作畫監督：野田卓雄、森利夫
- 機械設定：辻忠直、三山昇
- 美術設定：辻忠直
- 背景：中野一郎、前美智子、松本健治、襟立智子 等
- 美術：秦秀信、內川文広、坂本信人
- 片頭、片尾原畫：湖川友謙（字幕未列名）
- 演出：勝間田具治、佐々木正広、森下孝三、高山秀樹、松浦錠平、廣田茂穗、富田義治、山內重保、石黑昇、橫井昭、中津川勳、長谷川康雄、小出啟介、笠井由勝
- 作畫監督：野田卓雄、森利夫、青鉢芳信、落合正宗、篠田章、鈴木康夫、三浦清継、鈴木康彦、菊池城二、飯野皓、田辺由憲
- 攝影監督（攝影擔當）：佐藤隆郎、菅谷英夫、菅谷信行、佐野禎史
- 剪輯：花井正明（タバック）
- 科學考證：石倉八木
- 場記：黒石陽子
- 音樂：大野雄二（演奏：大野雄二＆）
- 製作協力：東映株式会社
- 企画・製作：東映動画
- 製作：東映動畫、NHK

## 動畫各集列表

### 電視版
由於台視播映時部分集數順序與日本原版有所異動，故將兩者的播映集數分開列出。另外本作是以四集為一單元（相當於原作的一冊長篇），故在各集標題前均會註記所屬故事的單元總標題（原作名稱）。
| 日本 | 台視 | 單元名稱（原作標題）                          | 各集原文標題 | 台視標題     | 編劇       | 演出 (各集導演)     | 作畫監督 | 美術            |
| ---- | ---- | --------------------------------------------- | ------------ | ------------ | ---------- | ------------------- | -------- | --------------- |
| 1    | 1    | （Captain Future and the Space Emperor）      |              | 宇宙怪人     | 辻真先     | 勝間田具治          | 森利夫   | 坂本信人        |
| 2    | 2    | （Captain Future and the Space Emperor）      |              | 火海戰術     | 辻真先     | 勝間田具治          | 森利夫   | 原田謙一        |
| 3    | 3    | （Captain Future and the Space Emperor）      |              | 對症下藥     | 辻真先     | 佐々木正広          | 青鉢芳信 | 下川忠海        |
| 4    | 4    | （Captain Future and the Space Emperor）      |              | 大決戰       | 辻真先     | 佐々木正広          | 落合正宗 | 坂本信人        |
| 5    | 9    | ‧ （The Lost World of Time）                  |              | 求救信號     | 辻真先     | 森下孝三            | 青鉢芳信 | 坂本信人        |
| 6    | 10   | ‧ （The Lost World of Time）                  |              | 古老的星球   | 辻真先     | 勝間田具治          | 篠田章   | 原田謙一        |
| 7    | 11   | ‧ （The Lost World of Time）                  |              | 眼中釘       | 辻真先     | 高山秀樹            | 森利夫   | 坂本信人        |
| 8    | 12   | ‧ （The Lost World of Time）                  |              | 放下屠刀     | 辻真先     | 高山秀樹            | 森利夫   | 秦秀信          |
| 9    | 5    | （Captain Future's Challenge）                |              | 破壞王雷克   | 金子武郎   | 森下孝三            | 篠田章   | 辻忠直 原田謙一 |
| 10   | 6    | （Captain Future's Challenge）                |              | 大陰謀       | 金子武郎   | 森下孝三            | 落合正宗 | 坂本信人        |
| 11   | 7    | （Captain Future's Challenge）                |              | 海底城       | 金子武郎   | 勝間田具治          | 森利夫   | 坂本信人        |
| 12   | 8    | （Captain Future's Challenge）                |              | 咎由自取     | 金子武郎   | 森下孝三            | 森利夫   | 秦秀信          |
| 13   | 13   | （The Quest beyond the Stars）                |              | 天不作美     | 神波史男   | 勝間田具治 広田茂穂 | 森利夫   | 内川文広        |
| 14   | 14   | （The Quest beyond the Stars）                |              | 聯合作業     | 神波史男   | 高山秀樹            | 森利夫   | 坂本信人        |
| 15   | 15   | （The Quest beyond the Stars）                |              | 困難重重     | 神波史男   | 佐々木正広          | 青鉢芳信 | 秦秀信          |
| 16   | 16   | （The Quest beyond the Stars）                |              | 相得益彰     | 神波史男   | 松浦錠平            | 鈴木章夫 | 坂本信人        |
| 17   | 17   | （The Magician of Mars）                      |              | 緊急追緝令   | 星山博之   | 森下孝三            | 森利夫   | 辻忠直          |
| 18   | 18   | （The Magician of Mars）                      |              | 改頭換面     | 星山博之   | 松浦錠平            | 野田卓雄 | 坂本信人 辻忠直 |
| 19   | 19   | （The Magician of Mars）                      |              | 輻射追蹤     | 星山博之   | 富田義治 山内重保   | 森利夫   | 内川文広        |
| 20   | 20   | （The Magician of Mars）                      |              | 透明行星     | 星山博之   | 石黒昇 高山秀樹     | 篠田章   | 坂本信人        |
| 21   | 21   | （Captain Future and the Seven Space Stones） |              | 神祕寶石     | 金子武郎   | 橫井昭              | 森利夫   | 秦秀信          |
| 22   | 22   | （Captain Future and the Seven Space Stones） |              | 捷足先登     | 金子武郎   | 橫井昭              | 篠田章   | 坂本信人        |
| 23   | 23   | （Captain Future and the Seven Space Stones） |              | 探囊取寶     | 金子武郎   | 橫井昭 高山秀樹     | 青鉢芳信 | 内川文広        |
| 24   | 24   | （Captain Future and the Seven Space Stones） |              | 救世主       | 金子武郎   | 松浦錠平            | 森利夫   | 秦秀信          |
| 25   | 33   | （Calling Captain Future）                    |              | 空襲警報     | 辻真先     | 中津川勲 勝間田具治 | 森利夫   | 辻忠直          |
| 26   | 34   | （Calling Captain Future）                    |              | 危險區域     | 辻真先     | 中津川勲 山内重保   | 森利夫   | 坂本信人        |
| 27   | 35   | （Calling Captain Future）                    |              | 僕僕風塵     | 辻真先     | 佐々木正広          | 森利夫   | 原田謙一        |
| 28   | 36   | （Calling Captain Future）                    |              | 黑暗星的破滅 | 辻真先     | 石黒昇 高山秀樹     | 三浦清継 | 秦秀信          |
| 29   | 25   | （The Face of the Deep）                      |              | 百密一疏     | 小野竜之助 | 森下孝三 長谷川康雄 | 森利夫   | 坂本信人        |
| 30   | 26   | （The Face of the Deep）                      |              | 賓客易主     | 小野竜之助 | 富田義治 山内重保   | 篠田章   | 辻忠直          |
| 31   | 27   | （The Face of the Deep）                      |              | 小行星的祕密 | 小野竜之助 | 石黒昇 高山秀樹     | 森利夫   | 坂本信人        |
| 32   | 28   | （The Face of the Deep）                      |              | 同舟共濟     | 小野竜之助 | 松浦錠平            | 野田卓雄 | 辻忠直          |
| 33   | 29   | （The Magic Moon）                            |              | 將計就計     | 金子武郎   | 森下孝三            | 落合正宗 | 秦秀信          |
| 34   | 30   | （The Magic Moon）                            |              | 明爭暗鬥     | 金子武郎   | 小出啟介            | 鈴木康彦 | 坂本信人        |
| 35   | 31   | （The Magic Moon）                            |              | 陰謀畢露     | 金子武郎   | 高山秀樹            | 森利夫   | 秦秀信          |
| 36   | 32   | （The Magic Moon）                            |              | 最後兵器     | 金子武郎   | 森下孝三 長谷川康雄 | 菊池城二 | 坂本信人        |
| 37   | 37   | （The Comet King）                            |              | 娟娟失蹤了   | 星山博之   | 笠井由勝            | 菊池城二 | 辻忠直          |
| 38   | 38   | （The Comet King）                            |              | 電氣怪人     | 星山博之   | 松浦錠平            | 菊池城二 | 秦秀信          |
| 39   | 39   | （The Comet King）                            |              | 阿爾斯之謎   | 星山博之   | 石黒昇 山内重保     | 鈴木康彦 | 坂本信人        |
| 40   | 40   | （The Comet King）                            |              | 四次元世界   | 星山博之   | 森下孝三 長谷川康雄 | 篠田章   | 坂本信人        |
| 41   | 41   | （The Triumph of Captain Future）             |              | 生命之水     | 金子武郎   | 富田義治 高山秀樹   | 森利夫   | 辻忠直          |
| 42   | 42   | （The Triumph of Captain Future）             |              | 前仆後繼     | 金子武郎   | 小出啟介            | 飯野皓   | 秦秀信          |
| 43   | 43   | （The Triumph of Captain Future）             |              | 生死邊緣     | 金子武郎   | 森下孝三 山内重保   | 森利夫   | 坂本信人        |
| 44   | 44   | （The Triumph of Captain Future）             |              | 為民除害     | 金子武郎   | 松浦錠平            | 飯野皓   | 辻忠直 伊藤岩光 |
| 45   | 45   | （Planets in Peril）                          |              | 異次元的求救 | 辻真先     | 森下孝三 山内重保   | 田辺由憲 | 坂本信人        |
| 46   | 46   | （Planets in Peril）                          |              | 救援行動     | 辻真先     | 高山秀樹            | 飯野皓   | 内川文広        |
| 47   | 47   | （Planets in Peril）                          |              | 逆來順受     | 辻真先     | 山内重保            | 菊池城二 | 松本健治        |
| 48   | 48   | （Planets in Peril）                          |              | 出奇制勝     | 辻真先     | 笠井由勝            | 飯野皓   | 坂本信人        |
| 49   | 49   | （The Star of Dread）                         |              | 帝國的祕密   | 安藤豊弘   | 石黒昇 山内重保     | 飯野皓   | 坂本信人        |
| 50   | 50   | （The Star of Dread）                         |              | 特殊人種     | 安藤豊弘   | 佐々木正広          | 飯野皓   | 山口俊和        |
| 51   | 51   | （The Star of Dread）                         |              | 任重道遠     | 安藤豊弘   | 松浦錠平            | 飯野皓   | 松本健治        |
| 52   | 52   | （The Star of Dread）                         |              | 天理昭彰     | 安藤豊弘   | 笠井由勝            | 森利夫   | 坂本信人        |

### 特別篇
| 單元名稱（原作標題） | 原文標題 | 編劇   | 演出       | 作畫監督 | 美術                     |
| -------------------- | -------- | ------ | ---------- | -------- | ------------------------ |
|                      |          | 辻真先 | 勝間田具治 | 野田卓雄 | 辻忠直 内川文広 原田謙一 |

### 電影版
- （1979年3月17日上映）

將特別篇納入「東映漫畫祭」（東映まんがまつり）之內上映，但為濃縮剪輯版本，片長24分鐘。
同時上映作品包括動畫電影新作《龍の子太郎》、《ピンク・レディーと春休み》、《冒險五傑》（SF西遊記スタージンガー）與電視版《鬥將戴摩斯》第24集。

## 主題歌
- 日本

- 片頭曲：
作詞：山川啓介、作曲・編曲：大野雄二

演唱：秀夕樹
前期Ver.1（＃1～8、特別篇）
前期Ver.2（＃9～31，旁白與配唱變更版本）
秀夕樹版另有1979年2月～3月期間，於NHK節目所使用的版本（後於BD版映像特典中收錄）。此版本採用縮短原始版的前奏與間奏，以及把第2段之後的副歌重複部分予以省略的方式重新編輯，畫面則是以剪輯動畫名場面的方式來呈現。
1978年12月發行的單曲黑膠唱片（日本コロムビア・SCS-441）錄音版，與片頭所使用版本不同，但後來此黑膠單曲版本的母帶則因遭到廢棄而宣告亡佚。因此在日後發售的動畫主題歌合輯與秀夕樹的精選輯、本片的原聲帶復刻版中，均收錄了當時的另一個錄音版本。但此錄音版本跟原始版及武川版相較之下，仍出現了原本應定位於中央的間奏電子合成樂器獨奏，卻是往左右移動等部分混音方面的差異。
演唱：武川行秀（後期）＃32～52
據稱由於當時傳出秀夕樹因持有大麻被捕的負面消息，才會以原本大野所希望使用的武川錄音版本替代。但後來根據製作人田宮武於近年受訪時表示，實際原因是武川演唱的版本當初早已先行錄音，但是當時卻因為武川的合約問題尚未解決，而只好先採用秀夕樹的錄音版本，待前述的合約問題獲得解決後才得以更換。
- 片尾曲：
作詞：山川啓介、作曲・編曲：大野雄二

演唱：Peekaboo（ピーカブー）
擔任演唱的「Peekaboo」，是由藤島新與黒澤裕一兩人於1976年所組成的團體，團名則有「躲貓貓」之意。
- 插曲：
作詞：山川啓介、作曲・編曲：大野雄二

演唱：神代
- 特別篇片末插曲：
作詞：野田昌宏、作曲・編曲：大野雄二
演唱：秀夕樹

本曲後於2010年的動畫《玩伴貓耳娘》第9集中，將茅原實里的翻唱版本（編曲：菊谷知樹）同時用作插曲與片尾曲。
- 台灣

- 片頭曲：「太空突擊隊」
作詞：梁曉玲、作曲：曉燕、編曲‧指揮：韓正浩
演唱：麗歌兒童合唱團
本曲收錄於台灣播出當時，由麗歌唱片發行的同名兒童歌曲黑膠唱片合輯（AK-1252）中。1988年於合輯「快樂童謠4」（麗歌唱片，AKS-0207）中首度CD化復刻，但歌名卻誤植為「太空突擊部隊」。該合輯中另收錄多首當時1970～80年代台視曾播映的日本動畫中文主題歌。

歌詞：|  | 太空突擊隊就要出發了 飛馳在閃爍的星際 太空突擊隊又要出發了 航行在那無邊的太空 我們是英勇的神兵 我們是光榮的團隊 伸張人類的正義 不屈不撓 維護宇宙和平 再接再厲 太空突擊隊 |
| NHK 星期二19:30～20:00                  | NHK 星期二19:30～20:00                       | NHK 星期二19:30～20:00 |
| --------------------------------------- | -------------------------------------------- | ---------------------- |
|                                         | 太空突擊隊 (キャプテン・フューチャー) (1978年11月7日-1979年12月18日) |                        |
| 未來少年柯南 (未来少年コナン) (1978年4月4日-10月31日) | 小神童 (ニルスのふしぎな旅) (1980年1月8日-1981年3月17日)       |                        |

## 漫畫版
- （1979年，漫畫：愛澤啓志，出版：二見書房）

動畫版第1～4集故事的漫畫版本。台灣在過去無版權時代，曾有譯名為《神龍號》的譯本（1979年6月25日發行）。
- （漫画：菅谷充）

配合動畫的播出，於1979年的講談社連載。以動畫版劇情為基礎獨自發展的故事。未單行本化。
- （漫画：立山清一）

配合動畫播出，於講談社1978年11月號～1979年1月號刊載，共3回（未單行本化）。但人物造形與動畫版差異甚大。

## 外部連結
- 東映發行BD版本的官方網頁（页面存档备份，存于） （日語）
- 東映動畫的官方網頁（页面存档备份，存于） （日語）
- 台灣電視資料庫[永久]
- 日本東京創元社的原作小說復刊版官網（页面存档备份，存于）（日語）
- 宇宙軍[永久]（日語）
- http://demone.sakura.ne.jp/cf/（页面存档备份，存于）（日語）
- Calling Captain Future
- Edmond Moore Hamilton Bibliography（页面存档备份，存于）
- Le Site du Capitaine Flame（页面存档备份，存于）（法文）
- Captain Future 会議 2010 (20歳誕生日会 of Curtis Newton Captain Future)（页面存档备份，存于）（日語）